# Algés
Algés – parafia (freguesia) Oeiras, w Portugalii. W 2011 zamieszkiwało ją 22 273 mieszkańców, na obszarze 1,92 km².
Graniczy od wschodu z Belém (w okręgu Lizbony), ciesząc się bliskością Parku Monsanto; na północy z Carnaxide, na północny zachód z Linda-a-Velha, na północnym zachodzie z Cruz Quebrada - Dafundo i na południu z estuarium Tagu.